# Desmoleptus peruanus
Desmoleptus peruanus är en mångfotingart som först beskrevs av Carl Graf Attems 1931.  Desmoleptus peruanus ingår i släktet Desmoleptus och familjen Chelodesmidae. Inga underarter finns listade i Catalogue of Life.